# Pura sangre (film)
Pour plus de détails, voir Fiche technique et Distribution.
Pura sangre est un film colombien réalisé par Luis Ospina, sorti en 1982.

## Fiche technique
- Titre français : Pura sangre
- Réalisation : Luis Ospina
- Scénario : Luis Ospina et Alberto Quiroga
- Pays d'origine : Colombie
- Format : Couleurs - 35 mm
- Genre :
- Durée : 90 minutes
- Date de sortie : 1982

## Distribution
- Humberto Arango : Ever
- Nelly Delgado : femme de Carlo
- Florina Lemaitre : Florencia
- ranky Linero : Poncho
- Carlos Mayolo : Perfecto